# Slachterij-Schijnpoort
De Antwerpse Slachthuisbuurt is een deel van de wijk Dam in de Belgische stad  Antwerpen. De buurt ontleent haar naam aan het vroegere Antwerpse slachthuis, dat hier van 1877 tot 2006 gevestigd was. De iconische hallen van het slachthuis zijn nog steeds blikvangers in de buurt, net zoals de talloze vleesrestaurants in en rond de Lange Lobroekstraat. Sinds de sluiting van het slachthuis wordt de buurt door Triple Living en Immobel herontwikkeld tot een gemengde woonbuurt met 2000 nieuwe woningen. 

## Geschiedenis
In 1838 werd de brouwerij annex mouterij Ceulemanshof opgericht. Later kwamen op deze gronden, langs de huidige Ceulemansstraat, kleine volkstuintjes, het werk van de moestuin.
In 1877 werd het Stedelijk Slachthuis, in de volksmond den abattoir, geopend. Het werd ontworpen door architect Pieter Dens. Aan de hoofdingang van het slachtcomplex stonden twee kolossale stieren uit witte steen, gemaakt door beeldhouwer Eugène De Plyn. Ze waren de enige standbeelden op Den Dam. Ze zijn vernietigd of verdwenen tijdens de Tweede Wereldoorlog. De week van de vetten os was een feest met gratis vlees. De vetste os werd verkozen en de volgende maandag... geslacht. Zijn bekroning was zijn doodsvonnis.
De Marbaixstraat werd genoemd naar hoofdingenieur-directeur van Bruggen en Wegen August De Marbaix, die in de jaren 1840-'43 de leiding had bij de aanleg van de Rijn- of havenspoorweg. De Marbaixstraat mag, als concept, uniek worden genoemd voor Antwerpen. Nagenoeg alle huizen in deze straat werden door architect De Weerdt ontworpen. Hij was een voorstander van de meer volkse variant van de art nouveau. De straat is in de loop der jaren goed bewaard gebleven, waardoor dit stukje Dam ook nu nog bijna authentiek is. De huizen vallen op door hun kleurige lijstgevels van bak- en natuursteen met art-nouveau-inslag of neo-Vlaamse renaissancetoets. Karakteristiek voor de straat is dat alle gevels wel een of ander decoratief element hebben of zich onderscheiden door een kleurig materiaalgebruik. Hierdoor krijgt deze straat als geheel een zeer evenwichtig en homogeen karakter. De straat bevat enkele art-nouveauwoonhuizen, woon- en winkelhuizen en het indrukwekkende Cafe de Marbaix, een art-nouveauhoekhuis. De 41 art-nouveauwoningen en de hele De Marbaixstraat werden door Monumentenzorg en de stad Antwerpen als beschermd monument of stadsgezicht bestempeld.

## Herbestemming van de vroegere slachthuisgronden
Na de definitieve sluiting van het Antwerpse slachthuis in 2006, lagen de gronden er jarenlang wat verlaten bij, met uitzondering van een aantal vleesverwerkende bedrijven aan de rand. Het zuidoostelijke deel van de Damwijk, zo'n 7,5 hectaren tussen het Lobroekdok en Park Spoor Noord had nood aan een nieuwe bestemming. 
Stad Antwerpen liet een masterplan opmaken voor de buurt. Het zag een kwalitatieve herontwikkeling van de site als impuls voor de gehele Damwijk. De hoofdbestemming zal wonen zijn, verweven met diensten, recreatie en bedrijvigheid. Aanvankelijk was de herbestemming een project van Land Invest Group, maar nadat het bedrijf van Erik Van der Paal in opspraak kwam, werden de gronden verkocht aan Triple Living. De Antwerpse projectontwikkelaar bouwt er smane met het beursgenoteerde Immobel de komende jaren zo'n 2000 nieuwe woningen.
Tegen de plannen van Land Invest was er aanvankelijk veel protest. Het buurtcomité keek niet uit naar de komst van duizenden nieuwe bewoners die op een te kleine oppervlakte zouden moeten wonen. Ook politiek was er weerstand. De N-VA kreeg als dominante partij in het stadsbestuur het verwijt dat ze de projectontwikkelaar geen strobreed in de weg wou leggen en dat er geen ruimte was voor de bouw van sociale woningen. 
Nadat projectontwikkelaar Triple Living in 2019 de Slachthuissite overnam van Land Invest Group, knoopte het gesprekken aan met het buurtcomité over de bestaande plannen voor de ontwikkeling van de Slachthuissite, het Noordschippersdok en het Lobroekdok. Het buurtcomité had bij de Raad van State een vernietiging van het ruimtelijk uitvoeringsplan gevraagd. Na maandenlang onderhandelen kwamen de partijen in 2020 tot een overeenkomst over een aanpassing van het plan.

## De Slachthuisbuurt anno 2025
De originele herbestemmingsplannen voor de Slachthuissite dateren al van 2012, maar de eigenlijke werken aan de nieuwe buurt startten pas later. Tegen 2040 moet de hele buurt klaar zijn.
In 2021 keurde het stadsbestuur de plannen voor de publieke ruimte goed. Een eerste fase van de werken is reeds achter de rug. Eind 2024 werd de nieuwe Twee Stierenstraat geopend als belangrijkste toegangsweg tot de buurt. In april 2025 werd het nieuwe Vetten Osplein geopend en in de zomer van 2025 is ook het Kalverpark klaar.
In september 2024 opende in de buurt een gloednieuwe campus van AP Hogeschool Antwerpen. Campus Hallen is een hoogtechnologische campus voor zo'n 2.000 studenten van STEM- en gezondheidsopleidingen. De campus bevindt zich in een van de vroegere slachthuishallen en omvat 27 hypermoderne labo's. De werken aan de nieuwe campus duurden amper 2 jaar.
Ook het eerste woonproject in de nieuwe Slachthuisbuurt wordt nog in 2025 opgeleverd. Groene Poort, zo heet het nieuwbouwproject, bereikte in november 2024 zijn hoogste bouwpunt. Het eerste bouwblok met 227 appartementen ligt aan het Vetten Osplein en omvat 10 verschillende gebouwen die uitgetekend werden door architectenbureaus Office KGDVS, Robbrecht en Daem architecten en architectenbureau De Smet - Vermeulen. In totaal worden er in de buurt zo'n 2000 nieuwe woningen en studentenkamers gebouwd.
In 2017 is men ook begonnen met het Lobroekdok volledig te op te kuisen door het weghalen van giftig slib en scheepswrakken. De verbinding met het Albertkanaal wordt gesloten en het dok zal in de toekomst voor recreatieve doeleinden gebruikt kunnen worden. Deze vernieuwingen, samen met de overkapping van de ring, zullen van de wijk "Den Dam" een aantrekkelijke buurt maken nabij het centrum van Antwerpen.
Door de afbraak van het viaduct van Merksem zal het uitzicht van het gebied tussen de wijken Den Dam, Kronenburg en Merksem sterk veranderen. Het ondergronds brengen van de snelweg biedt een unieke kans om met een uitgestrekt park de omliggende wijken met elkaar te verbinden en ruimte te bieden voor recreatie en ontspanning.